# Michelle Obamová
Michelle Obamová, celým jménem Michelle LaVaughn Robinson Obama (* 17. ledna 1964 Chicago, Illinois) je bývalá první dáma Spojených států amerických, z titulu manželky 44. prezidenta Baracka Obamy, který zvítězil jak v listopadových prezidentských volbách roku 2008, tak ve volbách roku 2012. Představuje první Afroameričanku v této roli.

## Osobní život
Narodila se a vyrůstala ve čtvrti South Side v Chicagu. Vystudovala sociologii na Princeton University (titul B.A., 1985) a Právnickou fakultu na Harvard University (titul J.D., 1988). Po ukončení studia se vrátila do Chicaga a přijala pozici v právnické firmě Sidley Austin, kde se setkala se svým budoucím manželem. Současně pracovala pro starostu Richarda M. Daleyho a pro lékařské centrum chicagské univerzity. Má dvě dcery, Maliu a Sashu. Jejím bratrem je Craig Robinson, trenér mužského basketbalového týmu Oregonské státní univerzity.
Jejími rodiči byli Fraser Robinson III., zaměstnanec městských vodáren, a Marian Shields Robinson, sekretářka zasilatelského obchodu Spiegel's, která po narození dětí byla ženou v domácnosti do doby, kdy nastoupila na střední školu. Kořeny rodin Robinsonů a Shieldsů je možné vysledovat až do doby před občanskou válkou. Pra-pradědeček z otcovy strany, Jim Robinson, byl otrokem v Jižní Karolíně. Pra-pra-prababička z matčiny strany, Melvinia Shields, byla také otrokyní.
Od šestého ročníku začala chodit do třídy pro talentované děti na škole Bryn Mawr Elementary School (později přejmenované na Bouchet Academy), poté navštěvovala výběrovou chicagskou střední školu Whitney Young High School. Tuto školu ukončila v roce 1981.

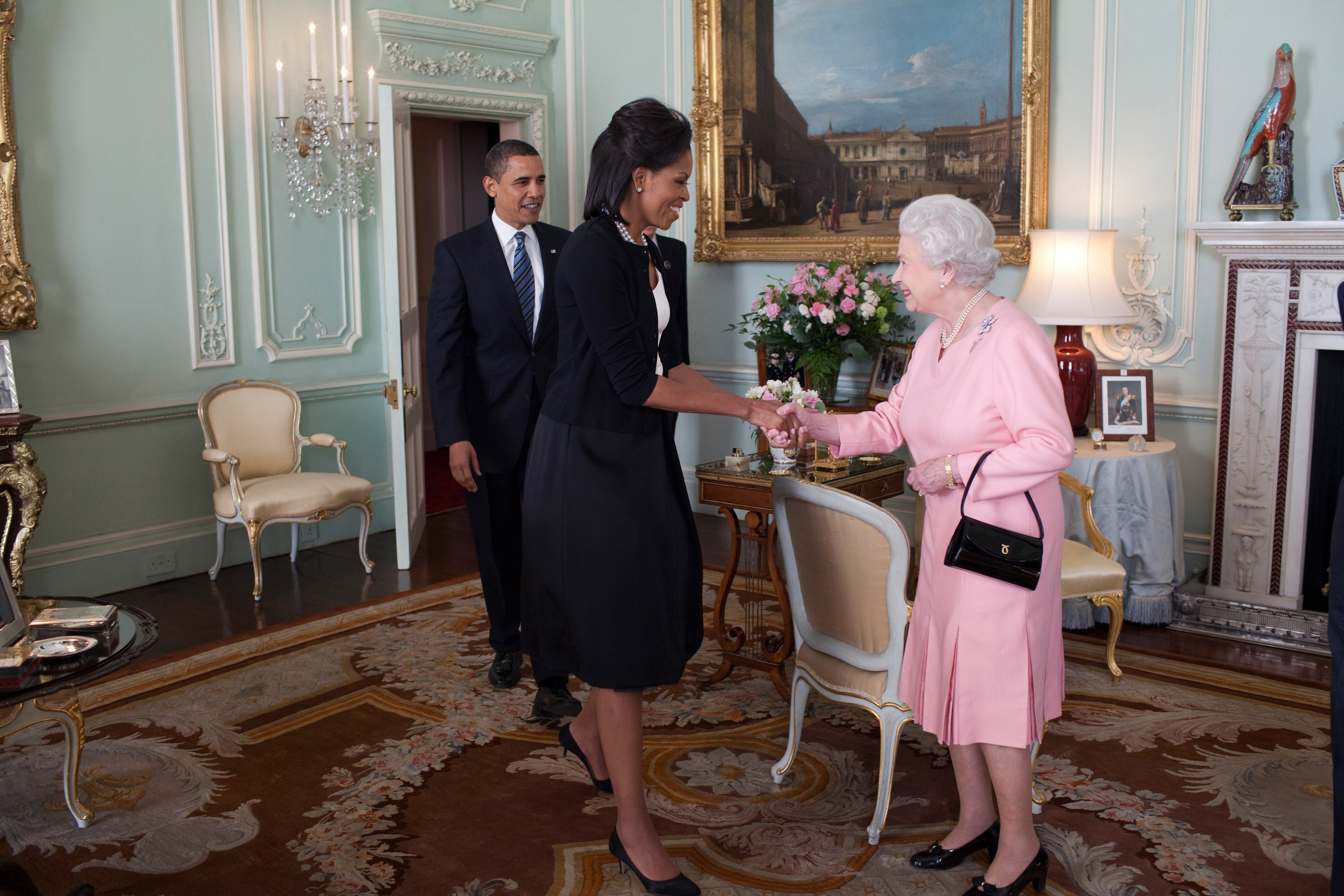
Při audienci u britské královny Alžběty II.

Později následovala svého bratra Craiga na Princeton University (ten zde promoval v roce 1983). Jejím hlavním oborem byla sociologie, vedlejším oborem afroamerická studia. V roce 1985 školu dokončila s titulem B.A. (Bachelor of Arts, bakalář). V roce 1988 získala na Harvard University titul J.D. (Juris Doctor, doktor práv). Během studia na Harvardu se účastnila politických demonstrací zasazujících se o zaměstnávání profesorů, kteří jsou příslušníky menšin. Michelle je v pořadí třetí první dámou s postgraduálním diplomem. Před ní to byly Hillary Clintonová a Laura Bushová.
S Barackem Obamou se setkala v právnické firmě Sidley Austin. Vzali se v říjnu 1992. Mají dvě dcery – Maliu Ann (narozena v roce 1998) a Natashu (užívá jméno Sasha, narozena v roce 2001). Obě dcery navštěvovaly soukromou školu University of Chicago Laboratory Schools, nyní chodí do školy Sidwell Friends School ve Washingtonu. Její matka Marian Robinson se přestěhovala do Bílého domu, aby pomohla s péčí o děti.

## Kariéra
Po ukončení studia na právnické škole pracovala v chicagské kanceláři právnické firmy Sidley Austin, kde se poprvé setkala se svým budoucím manželem.
Zabývala se problematikou marketingu a duševním vlastnictvím.
Poté pracovala jako asistentka chicagského starosty a jako zmocněnec pro plánování a rozvoj. V roce 1993 se stala výkonnou ředitelkou neziskové organizace Chicago office of Public Alies, která podporuje mladé lidi v práci v neziskových skupinách a vládních agenturách. Pracovala zde téměř čtyři roky a v získávání finančních prostředků dosáhla rekordu, který i po dvanácti letech po jejím odchodu nebyl překonán.
V roce 1996 pracovala jako proděkanka pro studijní záležitosti na chicagské univerzitě, kde se zabývala rozvojem univerzitního sociálního centra. V roce 2002 začala pracovat pro nemocnici chicagské univerzity, nejdříve jako výkonná ředitelka pro společenské záležitosti a v květnu 2005 jako vice-prezidentka pro společenské a externí záležitosti. V průběhu primární kampaně stále pracovala pro nemocnici, ale později zvolila pouze částečný úvazek, aby se mohla více věnovat svým dcerám a pracovat v předvolební kampani svého manžela.